# Гай Сервилий Структ Ахала (трибун)
Вижте пояснителната страница за други личности с името Гай Сервилий Структ Ахала.
Гай Сервилий Структ Ахала (на латински: Caius Servilius Structus Ahala) e политик на Римската република.
През 408, 407 и 402 пр.н.е. той е консулски военен трибун. През 408 пр.н.е. е началник на конницата при диктатор Публий Корнелий Руцил Кос.